# Istoria Rusiei, 1855-1892

## Dezvoltarea economică
Sfârșitul secolului al XIX-lea și începutul celui de-al XX-lea au fost ani de criză în Rusia. Țările occidentale au continuat să se dezvolte atât din punct de vedere industrial cât  și din punct de vedere tehnologic mai rapid decât Rusia, iar pe scena politică internațională au apărut noi puteri: Otto von Bismarck a unit statele germane în deceniul al șaptelea al secolului al XVIII-lea, Statele Unite ale Americii de după războiul civil american a crescut în putere și întindere, Japonia de după Restaurația Meiji din 1868 a devenit o țară modernă. Deși Rusia era un gigant în continuă extindere în Asia Centrală, învecinânându-se cu imperiile Otoman, Persan, Chinez și cu India Britanică, nu putea genera suficiente capitaluri pentru a susține dezvoltarea industrială rapidă sau pentru a intra în competiție  comercială cu puterile epocii. Dilema fundamentală a Rusiei era alegerea între dezvoltarea economică națională, care risca însă să genereze și importante prefaceri sociale, și între încetinirea progresului, care aducea însă riscul dependenței economice totale de țările avansate occidentale sau orientale. De fapt, transformările structurilor economice și sociale au dat un imbold politic important, în special în rândul intelectualilor, și a dus la o importantă dezvoltare în literatură, muzică, alte arte și în știință. 
De-a lungul ultimei jumătăți a secolului al XIX-lea, ecomonia Rusiei s-a dezvoltat mult mai încet decât economiile celor mai importate națiuni europene de la vest. Populația Rusiei era semnificativ mai numeroasă decât cea a celor mai puternic dezvoltate țări europene, dar cei mai mulți ruși trăiau în comunități rurale și se ocupa cu agricultura, dar după metode relativ primitive. În industrie, statul era mult mai puternic implicat decât în statele occidentale, dar în anumite sectoare investițiile private erau importante, inclusiv ale capitalului străin. Între 1850 și 1900, populația Rusiei s-a dublat, dar a păstrat caracterul rural chiar și în secolul al XX-lea. Rata creșterii populației Rusiei în perioada mai sus-menționată a fost mai rapidă decât a celor mai puternice națiuni (cu excepția Statelor Unite). Terenurile agricole, exploatate prin procedee vechi și puțin productive, a rămas în mâinile foștilor iobagi și țărani ai statului, care formau împreună ca patru cincimi din populația rurală. Aproximativ 20% din terenurile agricole erau ocupate de proprietățile de peste 5.000 ha, dar puține astfel de proprietăți erau lucrate eficient. Agricultura pe suprafețe mici și  creșterea populației rurale a dus la creșterea proporției de pământ folosit pentru dezvoltarea agricolă, dar pământul era folosit în principal pentru grădinărit și pentru cultivarea cerealelor și din ce în ce mai puțin pentru pășuni. 
Creșterea industrială a fost semnificativă, deși a avut un ritm inconstant, iar în termeni absoluți nu a fost extensivă. Cele mai importante regiuni industriale erau cel din apropierea marilor orașe: Moscova, Sankt Peterburg, cele baltice sau cele din Polonia rusească, câteva zone de-a lungul râurilor Don și Nipru și din sudul Uralilor. În 1890, Rusia avea cam 32.000 km de căi ferate și cam 1,4 milioane de muncitori industriali, cei mai mulți lucrând în industria textilă. Între 1860 și 1890, producția anuală de cărbune a crescut cu 1.200% până la 6,6 milioane de tone, iar producția de fier și oțel s-a dublat până la 2 milioane de tone pe an. Bugetul statului a crescut de mai mult de două ori, iar cheltuielile cu plata ratelor împrumuturilor externe a crescut de mai mult de patru ori, constituind 28% din totalul cheltuielilor bugetare în 1891. Comerțul extern nu reușea să asigure nevoile imperiului. Până în momentul în care statul a introdus tarife industriale ridicate în deceniul al nouălea al secolului al XIX-lea, Rusia nu a fost capabilă să-și finanțeze comerțul cu occidentul deoarece surplusurile erau insuficiente pentru acoperierea datoriilor externe. 

### Reformele și limitele lor
Țarul Alexandru al II-lea, care i-a urmat la tron lui Nicolae I în 1855, era un conservator care totuși își dădea seama că singura șansă de dezvoltare a imperioului era introducerea reformelor în toate domeniile. Alexandru al II-lea a inițiat importante reforme în învățământ, administrația publică, sistemul juridic și în armată. În 1861 el a proclamat emanciparea a aproximativ 20 de milioane de iobagi de pe moșiile private. Comisiile locale, domnate de marii proprietari de pământ, au frânat pe cât au putut aplicarea legii, distribuind loturi reduse și libertate limitată foștilor iobagi. Foștii iobagi au rămas de obicei în comunele rurale și au fost obligați să plătească statului rate de răscumpărare pentru o perioadă de până la 50 de ani. În schimb, guvernul a compensat din bugetul statului pe foștii proprietari de șerbi și de terenuri distribuite acestora din urmă. 
Regimul spera ca cei peste 50.000 de moșieri care stăpâneau peste 1.100 ha vor continua să prospere fără munca iobagilor și vor continua să fie asigure cadre loiale în politică și administrația locală. Guvernul se aștepta ca țăranii să producă suficient de mult pentru consumul propriu cât și pentru export, ajutând astfel la finanțarea cheltuielilor guvernamentale, importurilor și plata datoriei externe. Niciuna dintre previziunile gvernamentale nu s-au dovedit realiste, mai mult, atât foștii proprietari de iobagi cât și țăranii eliberați au fost nemulțumiți de reformă. Țăranii eliberați au rămas rapid în urmă cu plata la stat a ratelor de răscumpărare, în principal pentru că terenurile pe care le primiseră erau dintre cele mai puțin productive și pentru că metodele pe care le foloseau pentru cultivarea lor erau înapoiate. Mulți dintre foștii proprietari de iobagi au fost nevoiți să-și vândă moșiile pentru a nu da faliment, dovedindu-se incapabili să-și exploateze pământurile fără munca șerbilor. Plățile compensatorii din partea statului au încetat, în principal datorită încapacității de plată a țăranilor eliberați. 
După reforma emancipării țăranilor a urmat în scurtă vreme reforma adinistrației locale. În 1864, cele mai multe administrații locale din Rusia europeană au fost organizate în așa-numitele numite zemstve, compuse din reprezentanții tuturor claselor sociale, care aveau responsabilități extrem de largi în ceea ce privește școlile locale, sănătatea publică, aprovizionarea cu alimente, întreținerea drumurilor, a închisorilor și în alte probleme de interes public local. În 1870, au fost alese pentru prima oară consilii de administrație ale orașelor, dumele orășenești. Dominate de marii proprietari și cu libertatea de mișcare limitată de guvernatorii provinciali și de poliție, zemstvele rurale și dumele orășenești stavileau taxe în bani sau în muncă pentru a-și susține cheltuielile și activitățile. 
În 1864, țarul a promulgat o mare reformă judiciară. În cele mai mari orașe au fost înființate tribunale cu jurați după modelul occidental. În general, sistemul judiciar funcționa eficient, dar lipsa de bani a administrației și puternicile tradiții locale au influențat puternic justiția în mediul rural, unde continua să se aplice dreptatea după vechile obiceiuri țărănești, foarte puțin influențați de oficialitățile provinciale. Codurile de legi rusești au fost modelate după cele german și francez. Justiția rusă nu se baza pe precedente, precum cea britanică. Această caracteristică a justiției ruse s-a păstrat până în zilele noastre. 
Alte reforme importante au fost inițiate în domeniile cultural și educațional. Reformele lui Alexandru al II-lea au dus la o reașezare a structurilor sociale și avea nevoie de discuții publice asupra problemelor și eliminarea cenzurii. După o tentativă de asasinare a țarului în 1866, guvernul a reintrodus cenzura, dar într-o formă atenuată. Guvernul a limitat într-o oarecare măsură libertatea universitară în 1866, la cinci ani după ce acestea din urmă obținuseră autonomie academică. Guvernul central a încercat să acționeze prin intermediul zemstvelor pentru a stabili o programă analitică unitară pentru școlile elementare, dar și pentru a impune politicile sale conservatoare, dar a eșuat în această ultimă tentetivă datorită lipsei de fonduri. Datorită faptului ca numeroși profesori cu atitudini liberale erau numai nominal subordonați Ministerului Învățământului și politicilor sale reacționare, fiind în schimb subordonați financiar administrațiilor locale, rezultatele învățământului public din această perioadă au fost foarte variate. 
În sfera financiară, guvernul țarist a promulgat legea pentru înființarea Băncii de Stat în 1866, ceea ce a dus la întărirea monedei naționale. Ministerulo Finanțelor a devenit principalul sprijinitor al dezvoltării căilor ferate, ceea ce a dus mai apoi la dezvoltarea exporturilor vital. Guvernul a înființat și Banca Pământurilor Țăranilor în 1882 cu scopul finanțării micilor fermieri pentru cumpărarea de terenuri agricole, iar în 1885 a înființat Banca Pământurilor Nobilimii pentru a împiedica executarea ipotecilor asupra moșiilor. 
Regimul a căutat de asemenea să reformeze armate. Unul dintre cel mai importante motive pentru eliberarea iobagilor a fost acela al facilitării creșterii efectivelor armatei regulate permanente și  a efectivelor rezerviștilor. Mai înainte de emancipare, iobagii nu puteau fi instruiți militar. Birocrația a reușit să obstrucționeze reforma militară până când războiul franco-prusac din 1870–1871 a demonstrat necesitatea edificării unei armate moderne. Sistemul de recrutare introdus în 1874 de Dmitri Miliutin a stabilit armatei un rol important în alfabetizarea țăranilor-soldați și a inițializat educația sanitară în rândul femeilor. Armata a rămas însă o structură înapoiată, în ciuda tuturor acestor reforme. Ofițerii au continuat să prefere lupta la baionetă, exprimându-și temerile că folosirea armelor de foc pentru atingerea țintelor îndepărtate ar duce la scăderea curajului în luptă al soldaților. În ciuda unor reușite indiscutabile, Rusia nu a ținut pasul cu dezvoltarea tehnologiilor militare în construcția puștilor, mitralierelor, artileriei terestre, vaselor de luptă și artileriei navale. Rusia a eșuat de asemenea să folosească modernizarea marinei militare ca un mijloc de dezvoltare a bazei sale industriale în a doua jumătate a secolului al XIX-lea. 
În 1881, un grup de revoluționari l-au asasinat pe țarul Alexandru al II-lea. Fiul său, Alexandru al III-lea, (care a domnit între 1881-1894), a fost inițiatorul unei perioade de reacțiune politică, care a intensificat mișcarea antireformistă începută în 1866. Noul țar a întărit poliția secretă, reorganizând-o într-o agenție cunoscută ca Ohrana, căreia i-a dat puteri extraordinare, plasând-o sub directul control al Ministerului de Interne. Dmitri Tolstoi, ministrul afacerilor interne, a numit pentru conducerea districtelor numai membri ai aristocrației, în plus a restricționat puterile zemstvelor și dumelor locale. Alexandru al III-lea l-a numit pe fostul său profesor privat, reacționarul Constantin Pobedonosțev, în funcția de șef al Sfântululi Sinod al Bisericii Orotodoxe Ruse, iar pe Ivan Delianov l-a numit ministrul educației. Cei doi au încercat să "salveze" Rusia de "modernism" prin revigorarea cenzurii religioase, persecuția populațiilor neortodoxe și/sau neruse, au permis și încurajat dezvoltarea antisemitismului și au anulat autonomia universităților. Ei au atacat elementele liberale și/sau neruse, alienând un segment larg al populației imperiului. Naționalitățile importante neruse, (polonezii, finlandezii, letonii, lituanienii sau ucrainenii), supuse unui proces intensiv de rusificare, au răspuns prin creșterea naționalismului antirus. Foarte mulți evrei au emigrat sau s-au alăturat mișcărilor radicale. Organizațiile și mișcările politice secrete au continuat să apară, să se organizeze și să se dezvolte, în ciuda eforturilor regimului de a le înăbuși activitatea.

## Politica externă după Războiul Crimeii
După înfrângerea suferită în Războiul Crimeii, Rusia a căutat să promoveze o politică externă prudentă și bine calculată până când pasiunile naționaliste și crizele balcanice aproape că au cauzat un război catastrofal la sfârșitul celui de al optulea deceniu al secolului al XIX-lea. Tratatul de la Paris, semnat la încheierea războiului Crimeii, a dus la demilitarizarea Mării Negre și i-a luat Rusiei controlul asupra gurilor Dunării, retrocedând Moldovei trei județe din sudul Basarabiei. Tratatul le-a dat puterilor vest-europene puteri oficiale în ceea ce privește protecția creștinilor trăitori în Imperiul Otoman, îndepărtând Rusia de acest rol, obținut de Imperiul Țarist după semnarea în 1774 a Tratatului de la Kuciuk-Kainarji. Principala realizare din primii ani ai domniei lui Alexandru al II-lea a fost modificarea prevederilor Tratatului de la Paris, în sensul obținerii dreptului de reconstituire a flotei militare a Mării Negre. Oamenii de stat ruși considerau Regatul Unit și Austria (devenită după 1867 Austro-Ungaria) ca principalii inamici ai aspirațiilor ruse, astfel încât relațiile externe s-au concentrat pe stabilirea unor relații bune cu Franța, Prusia și Statele Unite. Prusia (Imperiul German după 1871) au devenit principalele puteri finanțatoare ale Rusiei, înlocuind Regatul Unit în această privință. 
După Războiul Crimeii, Imperiul Rus a reluat politica expansionismului extern. Trupele ruse și-au intensificat eforturile pentru controlul regiunilor caucaziene, unde populațiile musulmane – cecenii, circazienii și cele din Daghestan – au continuat să se revolte, în ciuda numeroaselor campanii militare ruse. După ce rușii sub conducerea lui Alexandr Bariatinski au reușit să-l captureze în  1859 pe liderul legendar al cecenilor, Șamil, armata imperială a reluat expansiunea în Asia Centrală, expansiune care începuse pe vremea țarului Nicolae I. În 1866, rușii au anexat o parte a Hanatului Kokand și Tașketul. În 1867 rușii cucerisere suficient teritoriu pentru a forma gubernia Turkestan, cu capitala la Tașkent. Hanatul Buhoro (Buhara) a pierdut zona orașului Samarkand în 1868. Pentru a nu intra în conflict cu britanicii, care aveau interese de prim rang în India, Rusia au lăsat formal independente teritoriile Hanatului Buhara aflate imediat la granițel cu Afganistanul și Persia. Hanatele din Asia Centrală au avut un anumit grad de autonomie până în 1917. 
Rusia au stabilit relații diplomatice cu Japonia, după Statele Unite, Regatul Unit și Franța, și împreună cu Franța și Regatul Unit, a obținut concesiuni în China după înfrângerea acestei din urmă în al doilea război al opiului (1856-1860). După semnarea tratatelor de la Aigun (1858) și Beijing (1860), China a cedat Rusiei importante drepturi comerciale și regiunile adiacente râurilor Amur și Ussuri. În plus, a permis Rusiei să înceapă construcția portului și bazei navale de la Vladivostok. Între timp, în 1867, costurile dezvoltării regiunii Amur-Ussuri și necesitatea păstrării balanerilor a  impus Rusiei vânzarea către Statele Unite a regiunii Alaska. 
Ca o parte a scopurilor politicii externe în Europa a regimului, Rusia a acordat un sprijin limitat diplomației antiaustrice a Franței. Alianța slabă franco-rusă s-a răcit în momentul în care Franța a sprijinit răscoala poloneză împotriva stăpânirii rusești din 1863. După acest moment, Rusia s-a apropiat mai mult de Prusia, aprobând unificarea statelor germane în schimbul revizuirii prevederilor Tratatului de la Paris și a remilitarizării Mării Negre. Aceste străduințe diplomatice și-au găsit încununarea la conferința de la Londra din 1871, după înfrângerea suferită de Franța în războiul franco-prusac. După 1871, Germania unită a devenit cea mai mare putere continentală. În 1873, Germania a însăilat o alianță slabă – Liga celor trei împărați – alături de Rusia și Austro-Ungaria, pentru a împiedica aceste state să se alieze cu Franța. Însă interesele austro-ungare și ruse s-au ciocnit până la urmă în Balcani, care fierbeau de naționalismul națiunilor slave și de sentimentele antiotomane. 
În deceniul al optulea al secolului al XIX-lea, naționalismul rus a devenit un factor important în sprijinirea luptelor creștinilor balcanici pentru eliberare de sub jugul otoman și transformarea Bulgariei și Serbiei în protectorate de facto ale Imperiului Țarist. Din 1875 până în 1877, criza balcanice a fost agravată neîncetat de răscoalele din Bosnia, Herțegovina și Bulgaria, pe care turcii otomani le-au înăbușit cu o asemenea duritate, încât Serbia a declarat război. Nicio națiune vest europeană nu a declarat război Imperiului Otoman. Imperiul Rus s-a alăturat efortului sârb de război, din solidaritate panslavă declarată. 
La începutul anului 1877, armatele ruse au intervenit pentru salvarea sârbilor aflați într-un mare impas în războiul cu otomanii. În acest război au intervenit de partea rușilor și sârbilor și trupele române sub conducerea pricepelui Carol I. După aproximativ un an de lupte, rușii erau sub zidurile Istanbulului, iar tucii s-au predat. Diplomații naționaliști și generalii ruși l-au convins pe tarul Alexandru al II-lea să-i forțeze pe otomani să semneze Tratatul de la San Stefano din martie 1878, prin care era creată o Bulgarie independentă, care se întindea în tot sud-vestul Balcanilor. Când englezii au amenințat sclare război Rusiei dacă nu se revizuiesc prevederile tratatului, Rusia sleită de lupte s-a văzut nevoită să dea inapoi. La Congresul de la Berlin din iulie 1878, Rusia a fost de acord cu restrângerea granițelor Bulgariei. Naționaliștii ruși erau foarte furioși datorită lipsei de sprijin a austro-ungarilor și germanilor pentru interesele tariste, dar, în schimb, împăratul Alexandru al II-lea a acceptat revigorarea și întărirea Aleintei celor trei împărați și creșterea influenței austriece în vestul Balcanilor. 
Interesul militar și diplomatic al Rusiei s-a concentrat încă o dată asupra Asiei Centrale, unde au fost zdrobite o serie de răscoale antițariste și în plus a încorporat cele câteva emirate și hanate care fuseseră formal independente până în acel moment. Regatul Unit s-a simțit amenințat de vecinătatea Rusiei, după ce aceasta a ocupat toate ținuturile tukmene de la granița Persiei și Afganistanului. În 1881, numai eforturile diplomatice ale Germaniei, care și-au exprimat deschis sprijinul pentru Rusia a împiedicat izbucnirea unui război ruso-englez. Între timp, ajutorul rus dat bulgarilor în lupta pentru independență a dat rezultate negative neașteptate, de vreme ce la Sofia, politicienii, supărați pe continua implicare a rușilor în afacerile interne ale Bulgariei, s-au orientat spre apropierea de Austro-Ungaria. În disputa dintre ruși și austro-ungari, Germania a luat încă o dată partea Rusiei, liniștindu-l pe țar odată cu semnarea tratatului de reasigurare germano-rus din 1877. Dar cu toate acestea, în mai puțin de un an, fricțiunile germano ruse au dus la hotărârea lui Otto von Bismarck de a interzice orice imprumuturi pentru Rusia, ceea ce a lăsat drumul liber Franței să devină noul finanațator al țarilor. Când Wilhelm al II-lea l-a demis pe Bismarck în 1890, alianța slăbită ruso-prusacă s-a destrămat după mai bine de 25 de ani de cooperare. După trei ani, Rusia s-a aliat cu Franța din punct de vedere militar și politic, care era contrapartida alianței formată în 1879 între Germania și Austro-Ungaria.

## Mișcările revoluționare
Reformele lui Alexandru al II-lea, în special ridicarea cenzurii de stat, au intărit exprimarea publică a gândirii avanate politice și sociale. Regimul se baza pe ziarele ruse pentru obținerea sprijinului popular pentru politicile interne și externe. Dar scriitorii radicali, liberali sau naționaliști au contribuit la formarea opiniei publice antițariste, antiimperiale și social-radicale. Datorită faptului că numeroși intelectuali, țărani și muncitori simpatizau cu pozițiile opoziției, regimul a început să considere publicațiile și organizațiile radicale ca fiind periciuloase pentru stat. De-a lungul deceniilor al șaptelea al optulea și al nouălea al secolului al XIX-lea, rușii radicali, cunoscuți sub numele colectiv de народники – narodnici, și-au concentrat acțiunea politică asupra țăranilor, народ (narodul, poporul).
Liderii mișcărilor populiste erau scriitori radicali, idealiști și apărătorii terorismului. În deceniul al saptelea, Nicolai Cernîșevski, cel mai important scriitor radical al epocii, a emis teoria conform căreia Rusia poate sări peste capitalism direct în socialism. Cea mai importantă lucrare a sa, Что Делать? (Ce este de făcut?, 1863), descrie rolul unui individ de natură superioară care trebuie să ghideze noua generație revoluționară. Alți radicali, precum anarhistul Mihail Bakunin și colaboratorul său terosist Serghei Neciaev, cereau declanșarea acțiunii violente imediate. Mai moderatul Piotr Tkacev intra în dispută cu apărătorii marxismului, considerând că o organizație centralizată revoluționară trebuie să preia puterea în stat mai înainte ca societatea capitalistă să fie complet dezvoltată. În schimb, Piotr Lavrov a făcut o chemare pentru schimbarea atenției "către popor", ceea ce a făcut ca numeroși idealiști să se mute la țară între 1873 și 1874 pentru luminarea și mobilizarea norodului. Campania populistă s-a dovedit un eșec, tăranii arătându-se foarte ostili orășenilor idealiști, iar guvernul a început să considere că principala amenințare era cea naționalistă. 
Radicalii și-au schimbat abordarea politică și în 1876 au format organizația propagandistică Zemlia i volia Pământ și libertate, care s-a orientat către terorism. Această nouă orientare a devenit din ce în ce mai puternică trei ani mai târziu, când grupul redenumit Narodnaia Volia Voința poporului a început campania de antentate care a culminat cu asasinarea tarului Alexandru al II-lea în 1881. În 1879, Gheorghi Plehanov a format o facțiune propagandistică a Narodnaia Volia numită Ciornîi peredel Reîmpărțirea neagră, cunoscuți și ca Partidul Socialiștilor Federaliști, care milita pentru împărțirea tuturor terenurilor agricole țăranilor. Voința poporului a rămas o organizație clandestină, iar, în 1887, un grup de complotiști, din care făcea parte și studentul eminent Alexandr Ulianov, a încercat să-l asasineze pe împăratul Alexandru al III-lea. Membrii grupului au fost arestați, judecați și executați. Moartea lui Alexandr Ulianov l-a afectat profund pe fratele său mai mic, Vladimir Ulianov, care, influențat de scrierile lui Cernîșevski, s-a alăturat mișcării Voința poporului, iar mai târziu, inspirat de Plehanov, s-a convertit la marxism. Tânărul Vladimir Ulianov avea să devină cunoscut ca lider al bolșevicilor sub numele de Vladimir Ilici Lenin.